# Elisabet de França i Castella
Elisabet de França i Castella (París, març de 1225 - Abadia de Longchamp, 23 de febrer de 1270) va ser la fundadora del monestir de les clarisses de Longchamp, on es retirà. Era filla del rei Lluís VIII de França i de Blanca de Castella i d'Anglaterra i, per tant, germana de Sant Lluís IX de França. És venerada com a beata per l'Església catòlica, tot i que sovint és citada com a santa Elisabet de França.

## Vida

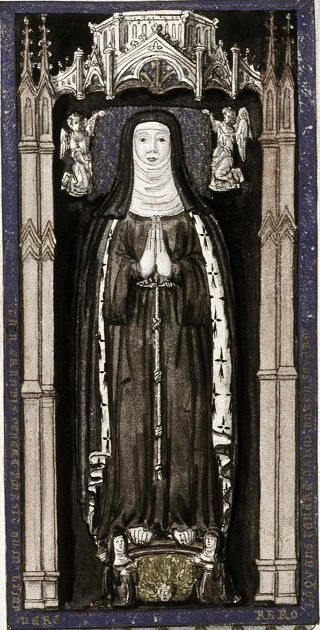
Gravat amb la tomba de la princesa, a Longchamp.

Ja de petita va manifestar predisposició per la religió. Va refusar el matrimoni amb diversos candidats, com Conrad IV d'Alemanya i es va mantenir a casa mentre va viure Blanca de Castella, la seva mare.
Va dedicar els seus esforços al suport i difusió de l'Orde de Sant Francesc. Va viure bona part de la vida al monestir de clarisses de Longchamp, que ella mateixa havia fundat el 1256 prop de París (a l'actual Bois de Boulogne), renunciant a la vida de la cort i a la comoditat de la seva condició reial. El monestir va ser acabat el 1259 i el juny de l'any següent s'hi instal·laren monges vingudes de l'abadia de Reims. La regla, menys rigorosa que l'original de Santa Clara, va ésser aprovada per Alexandre IV el 2 de febrer de 1259; el 1263 va obtenir del papa Urbà IV un nou aminorament del rigor de la regla, donant lloc així a la branca de les anomenades clarisses urbanistes, que s'estendria per tot Europa. Sant Bonaventura de Bagnoregio predicà freqüentment a Longchamp i dedicà a Elisabet un tractat de vida espiritual: De perfectione vitae ad sorores (De la vida de perfecció, per a les germanes).
A partir de 1260, Elisabet va viure en una caseta que havia fet construir al recinte del monestir, on feia vida monàstica i de pregària, però sense fer els vots solemnes de les monges. Hi morí el 23 de febrer de 1270.

## Veneració
Va ésser sebollida a l'església de Longchamp, on s'aixecà un sepulcre gòtic amb una escultura de la princesa amb hàbit de clarissa. Durant la Revolució francesa el monestir va ésser enderrocat, i en desapareixeren la tomba i les restes. Poc després de morir Isabel, Agnès d'Harcourt va escriure'n una biografia, amb vista a la seva canonització, paral·lela a la que s'ha iniciat per al seu germà Lluís IX. És Vida d'Isabel, un text  escrit en prosa i llengua vernacla probablement entre 1279 i 1281, un dels primers textos en prosa i en francès d'autoria femenina.
Lleó X la va beatificar, permetent-ne el culte a Longchamp l'11 de gener de 1521. La seva festa litúrgica se celebra el 23 de febrer. El 25 de gener de 1688 va ser permès de celebrar-ne la festa amb una octava i el 1696 la festa s'estengué a tot l'orde franciscà.